# بين ماكديرموت
بين ماكديرموت (بالإنجليزية: Ben McDermott)‏ (12 ديسمبر 1994 في أستراليا - ) هو لاعب كريكت أسترالي. لعب مع Brisbane Heat ‏ وفريق تسمانيا للكريكت وفريق كوينسلاند للكريكت ‏ وHobart Hurricanes ‏ وMelbourne Renegades ‏.

## وصلات خارجية
- بين ماكديرموت على موقع إي آس بي آن كريك إنفو (الإنجليزية)